# Landrais
Landrais là một xã trong tỉnh trong vùng Nouvelle-Aquitaine tây nam nước Pháp. Xã này nằm ở khu vực có độ cao trung bình 5 mét trên mực nước biển.

## Lịch sử dân số
| Năm  | Dân số | Mật độ | Phần trăm của tổng |
| ---- | ------ | ------ | ------------------ |
| 1962 | 464    | -      | -                  |
| 1968 | 480    | -      | -                  |
| 1975 | 477    | -      | -                  |
| 1982 | 459    | -      | -                  |
| 1990 | 474    | -      | -                  |
| 1999 | 526    | 34/km² | 5.12%              |